# Walk on the Wild Side
Walk on the Wild Side (Brasil: Pelos Bairros do Vício ) é um filme estadunidense, de 1962, dirigido por Edward Dmytryk, roteirizado por John Fante e Edmond Morris, baseado no livro Nelson Algren, música de Elmer Bernstein.

## Sinopse
New Orleans, 1930, texano procura sua namorada, e a encontra em um bordel, dirigido por uma matrona lésbica.

## Elenco
- Laurence Harvey....... Dove Linkhorn
- Capucine....... Hallie Gerard
- Barbara Stanwyck....... Jo Courtney
- Jane Fonda....... Kitty Twist
- Anne Baxter....... Teresina Vidaverri
- Joanna Moore
- Richard Rust....... Oliver
- Karl Swenson....... Schmidt